# Les Rosiers-sur-Loire
Les Rosiers-sur-Loire är en kommun i departementet Maine-et-Loire i regionen Pays de la Loire i nordvästra Frankrike. Kommunen ligger i kantonen Saumur-Nord som tillhör arrondissementet Saumur. År 2018 hade Les Rosiers-sur-Loire 2 379 invånare.

## Befolkningsutveckling
Antalet invånare i kommunen Les Rosiers-sur-Loire
| Referens: INSEE |